# Valentine Pèpe
Valentine Pèpe, née le 30 décembre 1875 à Douai et morte le 19 octobre 1938, est une peintre française.

## Biographie
Valentine Marie Pèpe est la fille de Jules-Émile Pèpe, architecte, et de Marie Eugénie Maton.
Élève d'Adrien Demont et de Fernand Stiévenart, elle expose au Salon des artistes français à partir de 1898.
Elle obtient une mention honorable en 1900, une médaille de 3e classe en 1901 pour La Nuit qui tombe, le prix Brizard en 1902 pour ses toiles Soir de septembre et Le Matin à Escalles, et une médaille d'or en 1913 pour son Soir d'été.
Entre 1910 et 1920, elle vit à Wissant. En 1931, elle peint Soir d'été à Escalles.
Elle meurt à l'âge de 62 ans. Elle est inhumée dans le caveau familial auprès de son oncle Auguste-Adolphe Pèpe (1838-1900) au cimetière de Douai.

Œuvres de Valentine Pèpe
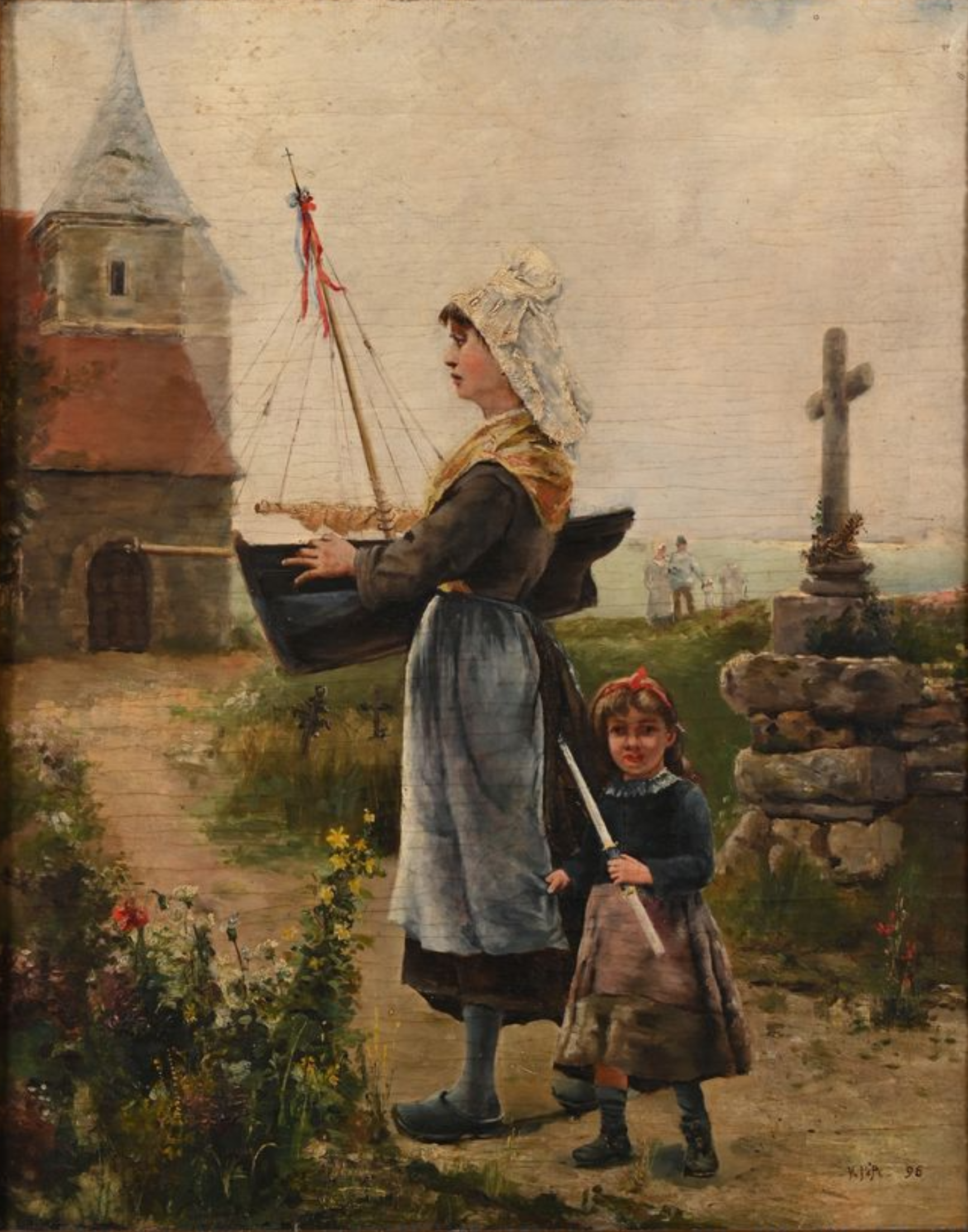
La Bretonne ramenant la maquette de bateau pour bénir la pêche à l’église.
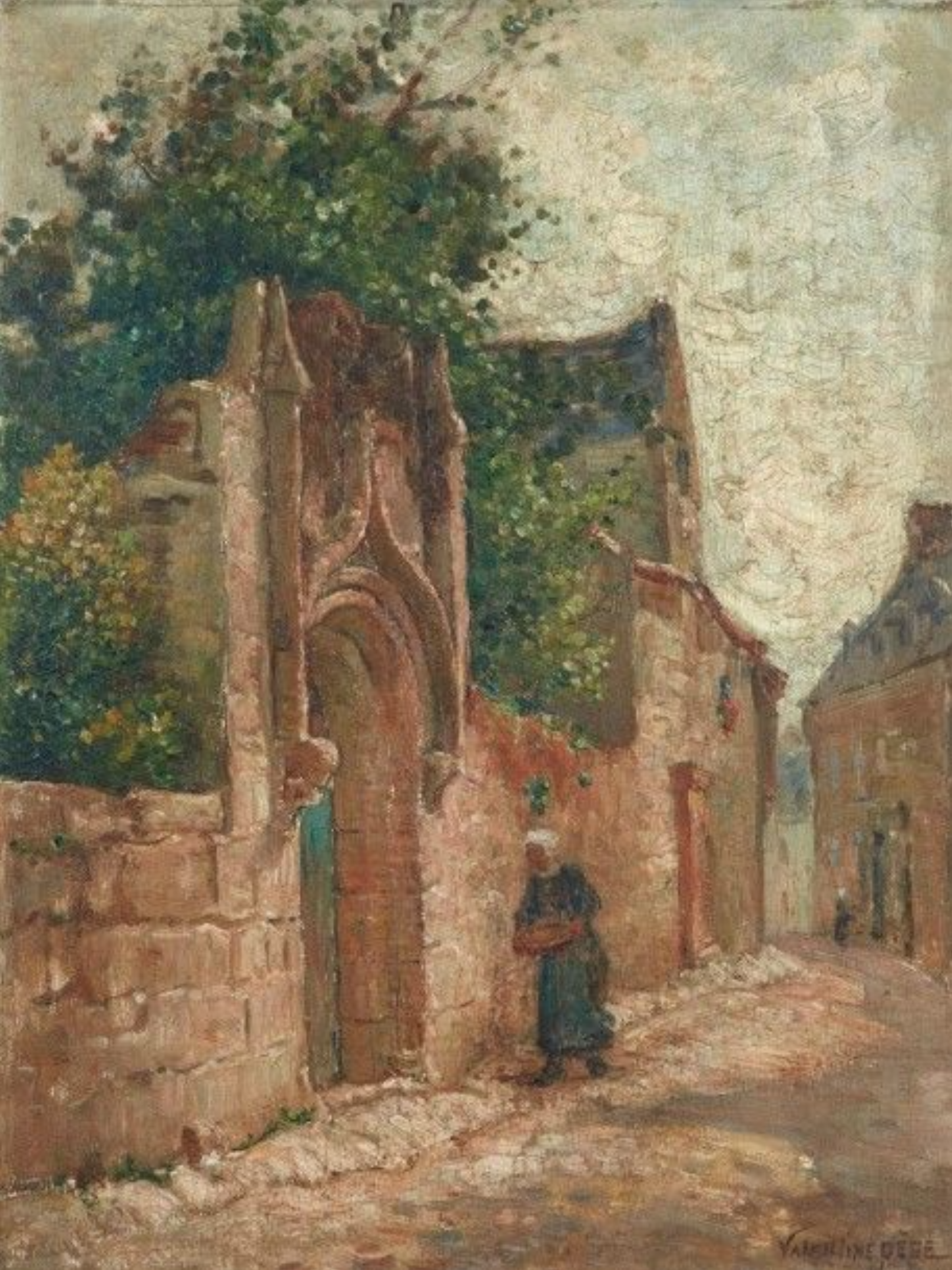
Ruelle bretonne.
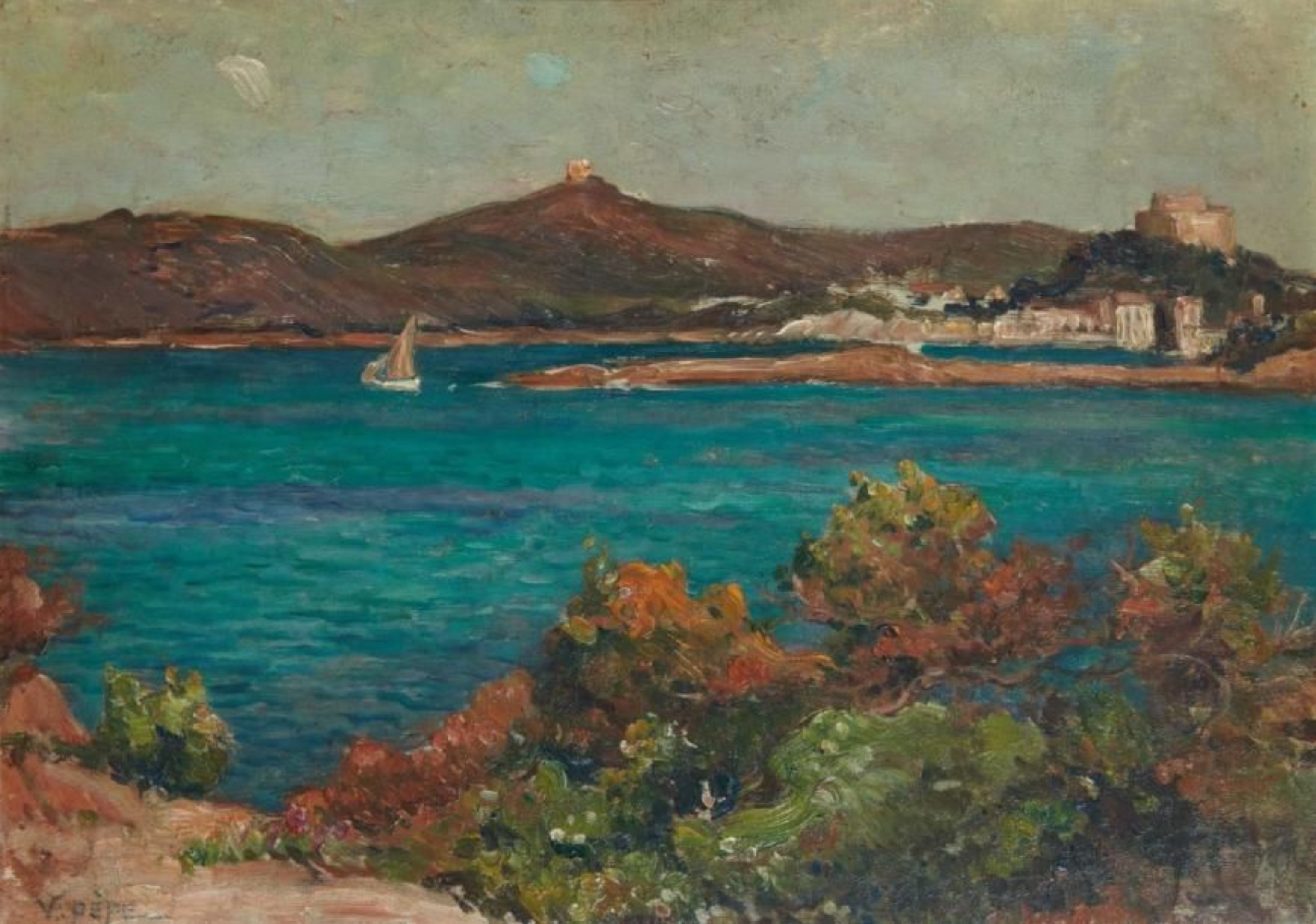
Paysage de bord de mer dans le sud.
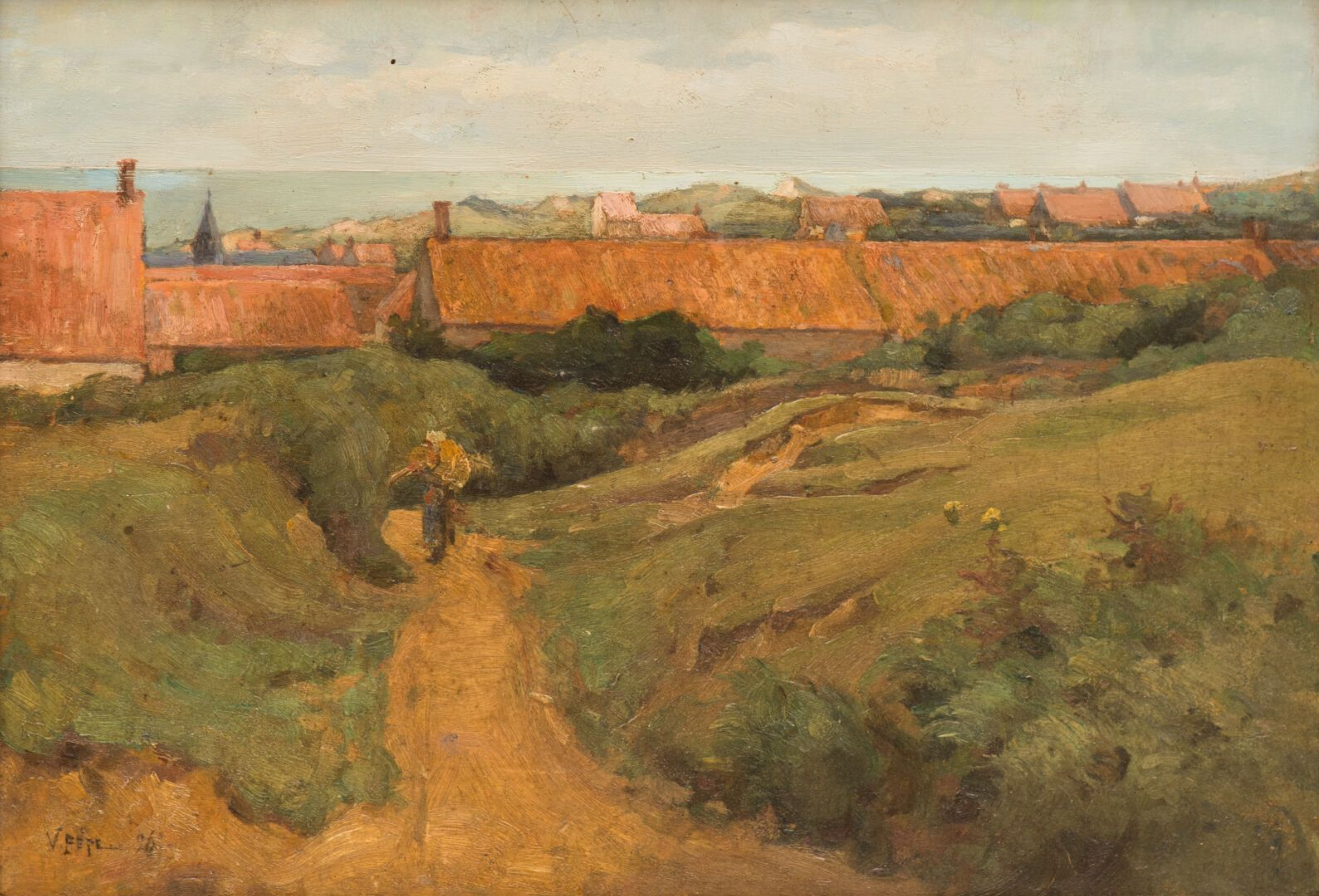
Les toits rouges.
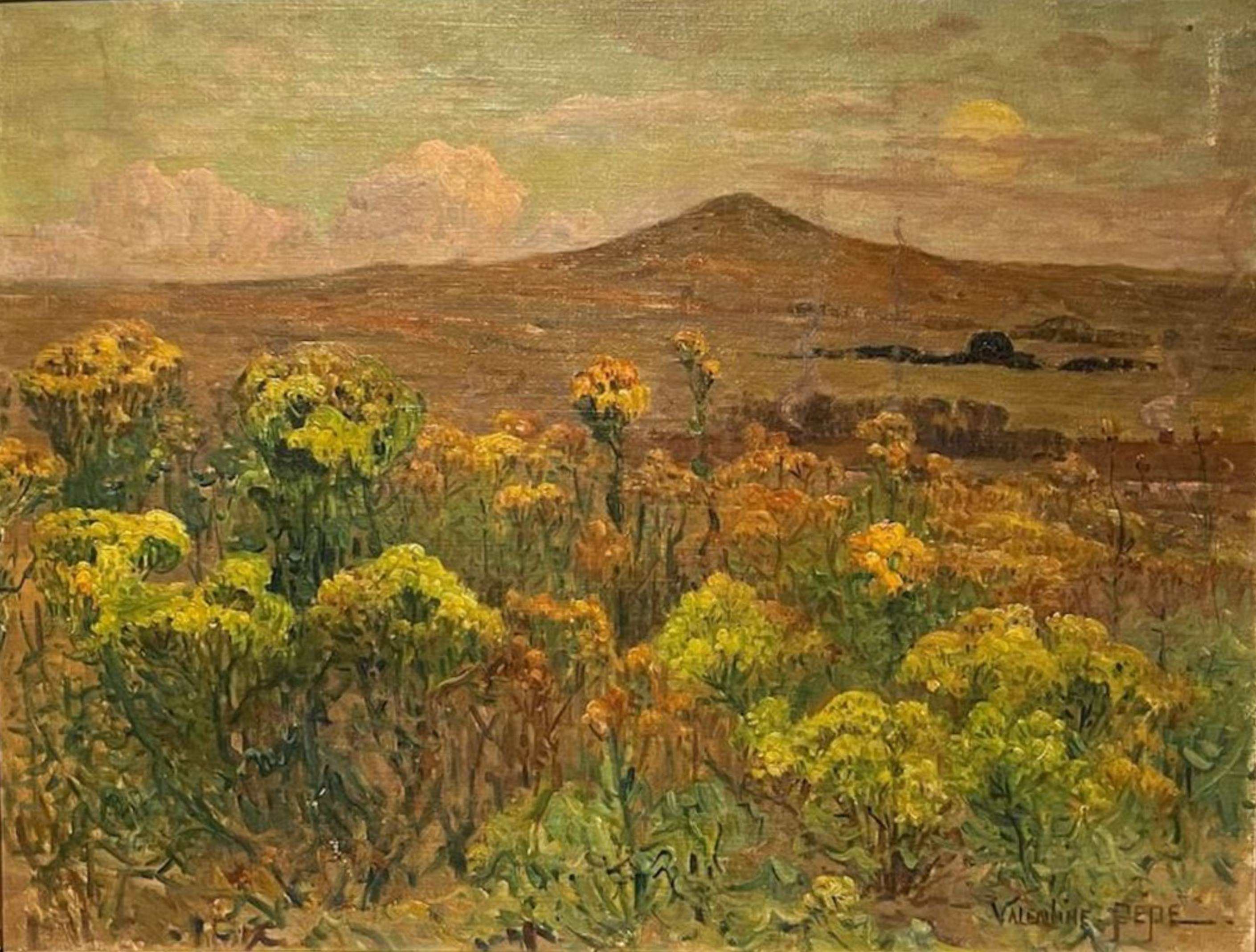
Fleurs sauvages de la dune.
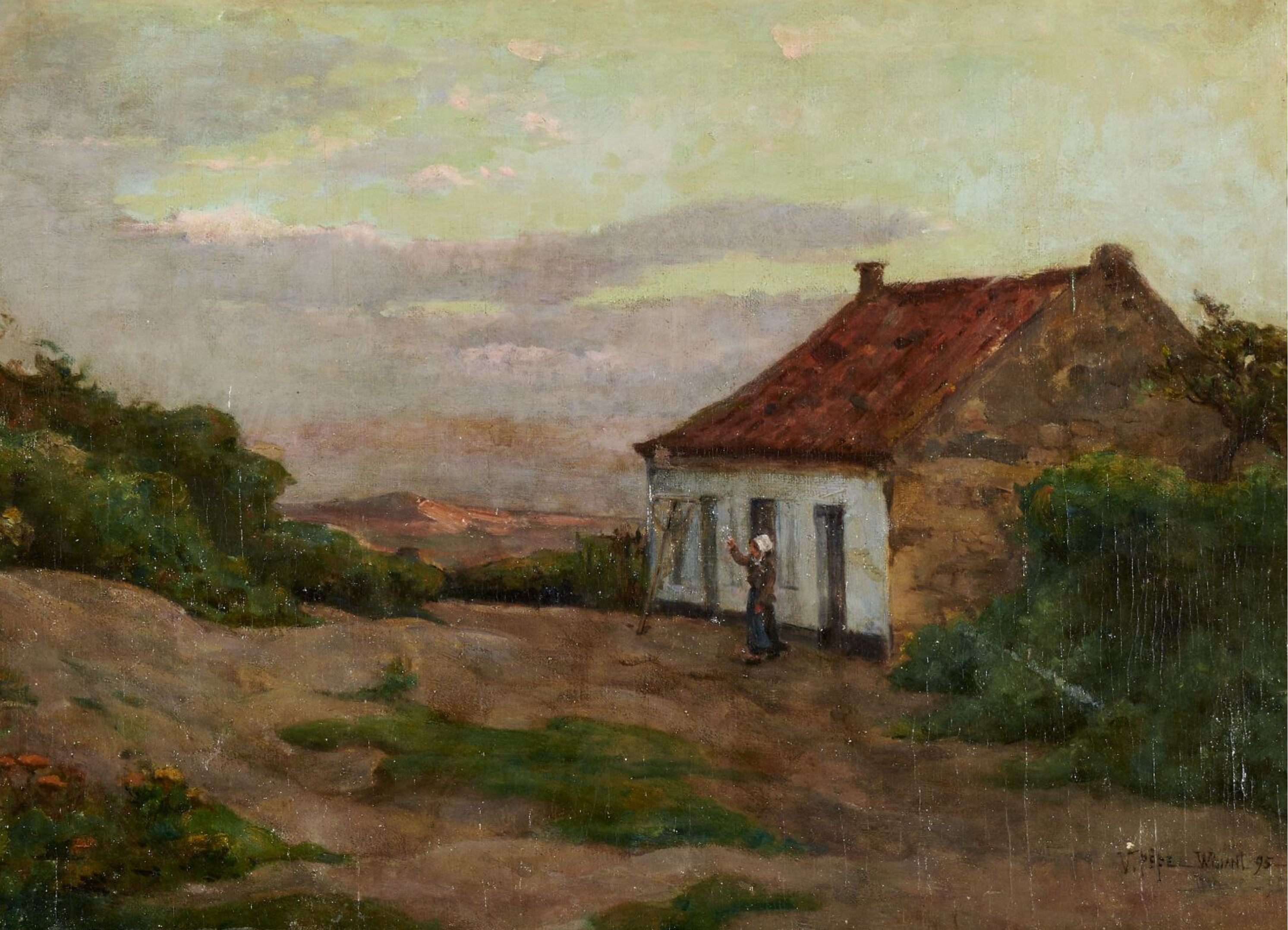
Pêcheuse devant une maison aux Croquets, Wissant.
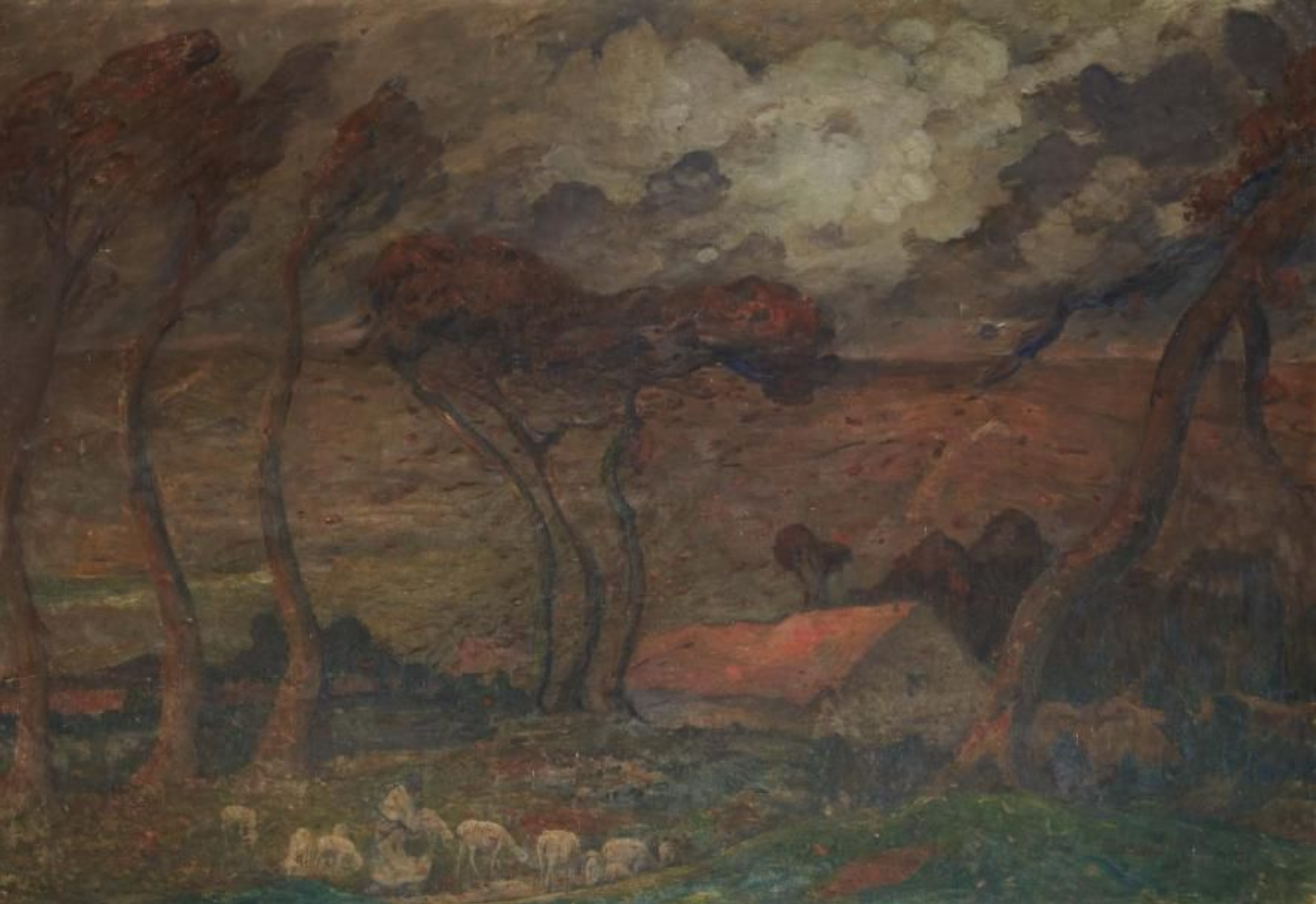
Bourrasque d'Automne.